# 世界カメの日

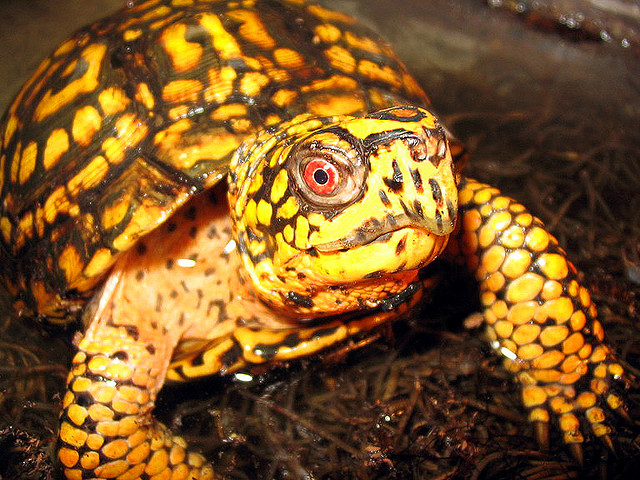
トウブハコガメ

世界カメの日は、カメに思いをいたし、カメに対する知識と敬意を高め、カメの生存と繁栄のための人類の行動を促すことを目的として、2000年に米国カメ保護会によって制定された記念日である。毎年5月23日   。

## 概要
この記念日は、カメの仮装や緑色の夏用ドレスの着用から、高速道路で捕獲されたカメの保護やカメの研究活動まで、さまざまな方法をもって世界中で祝われている。「カメの日の授業計画とクラフト計画」は、教育現場でカメについて教えることを奨励している 。

## 推進組織
1990年に設立された米国カメ保護会は、世界カメの日の創設スポンサーである 。 「世界カメの日」という名称は、カリフォルニア州マリブのスーザン・テレムによって商標登録されている 。
2013年には、この記念日に合わせて160を超える無料の授業計画と教材が教育現場に送られ、5500人を超える生徒が使用できるようになった。授業計画は、「カメ保護グループ」（TTPG）によって提供された。この組織は、カメの保護に関心のあるすべての人々に開かれている。